# Кренкебиль (фильм)
«Кренкебиль» (фр. Crainquebille) — фильм режиссёра Жака Фейдера. Экранизация рассказа Анатоля Франсаа «Кренкебиль». В советский прокат фильм попал в 1925 году под названием «Дело уличного торговца».

## Сюжет
Герой фильма, мелкий торговец овощами по имени Кренкебиль, попадает в неприятную историю. Неграмотный и забитый, он оказался в тюрьме.
Отбыв срок, Кронкебиль вышел на свободу. Но покупатели теперь отворачиваются от него, как от арестанта. Кренкебиль лишается заработка. Искренность и человечность, проявленные к нему беспризорным мальчишкой по кличке Мышь, воскрешает у Кренкебиля веру, что мир не без добрых людей.

## В ролях
- Морис де Фероди — Кренкебиль
- Франсуаза Розе

## Художественные особенности
Ж. Фейдер использовал рисунки художника Стейнлена, создавшего иллюстрации к рассказу А. Франса. Главную роль Мориса де Фероди (актёр «Комеди Франсез»).
Ж. Фейдер в сцене суда удачно использовал различные положения съемочной камеры. Кренкебиля снимали сверху, и он поэтому казался беспомощной букашкой, брошенной в глубину зала заседаний. В то же время судьи были сняты широкоугольным объективом, и, с точки зрения Кренкебиля, они выглядели необычайно зловеще.
Из-за несколько мрачноватой манеры освещения зрители наблюдали происходящее на экране как бы через стекло давно не мытых окон. Это придавало фильму тот грустный колорит, которым проникнут рассказ А. Франса.